# Ciclisme als Jocs Olímpics d'estiu de 1908 - Persecució per equips masculí
La prova de la persecució per equips masculí va ser una de les set proves de ciclisme en pista que es van disputar als Jocs Olímpics de Londres de 1908. Els equips començaven en costats oposats de la pista, havent de recórrer tres voltes a la pista, per un total de 1.980 metres. El tercer ciclista de cada equip era el que delimitava el temps final.
Hi van prendre part 20 ciclistes de 5 nacions diferents, sent disputada entre el 17 de juliol de 1908.

## Medallistes
| Or                                                                        | Plata                                                             | Bronze                                                                   |
| Regne UnitBenjamin Jones Clarence Kingsbury Leonard Meredith Ernest Payne | Imperi AlemanyMax Götze Rudolf Katzer Hermann Martens Karl Neumer | Canadà William Anderson Walter Andrews Frederick McCarthy William Morton |

## Resultats

### Primera ronda
| Sèrie 1 | Sèrie 1                                                      | Sèrie 1    | Sèrie 1   |
| Posició | Ciclistes                                                    | Nació      | Temps     |
| ------- | ------------------------------------------------------------ | ---------- | --------- |
| 1       | Benjamin Jones Clarence Kingsbury Leon Meredith Ernest Payne | Regne Unit | Passen    |
| 2       | Desconeguts                                                  | Bèlgica    | No surten |

| Sèrie 2 | Sèrie 2                                                           | Sèrie 2      | Sèrie 2   |
| Posició | Ciclistes                                                         | Nació        | Temps     |
| ------- | ----------------------------------------------------------------- | ------------ | --------- |
| 1       | William Anderson Walter Andrews Frederick McCarthy William Morton | Canadà       | Passen    |
| 2       | Desconeguts                                                       | Estats Units | No surten |

| Sèrie 3 | Sèrie 3                                                                        | Sèrie 3       | Sèrie 3 |
| Posició | Ciclistes                                                                      | Nació         | Temps   |
| ------- | ------------------------------------------------------------------------------ | ------------- | ------- |
| 1       | Gerard Bosch van Drakestein Antonie Gerrits Dorus Nijland Johannes van Spengen | Països Baixos | Passen  |

| Sèrie 4 | Sèrie 4                                                      | Sèrie 4        | Sèrie 4 |
| Posició | Ciclistes                                                    | Nació          | Temps   |
| ------- | ------------------------------------------------------------ | -------------- | ------- |
| 1       | Max Götze Rudolf Katzer Hermann Martens Karl Neumer          | Imperi Alemany | 2:25.4  |
| 2       | André Auffray Émile Demangel Émile Marechal Maurice Schilles | França         | 2:32.0  |

### Semifinals
L'equip canadenc va rebre la tercera posició final i medalla de bronze en ser el més ràpid dels equips perdedors a les semifinals. Els britànics passaren a la final.
| Semifinal 1 | Semifinal 1                                                       | Semifinal 1 | Semifinal 1 |
| Posició     | Ciclistes                                                         | Nació       | Temps       |
| ----------- | ----------------------------------------------------------------- | ----------- | ----------- |
| 1           | Benjamin Jones Clarence Kingsbury Leon Meredith Ernest Payne      | Regne Unit  | 2' 19,6"    |
| Bronze      | William Anderson Walter Andrews Frederick McCarthy William Morton | Canadà      | 2' 29,2"    |

| Semifinal 2 | Semifinal 2                                                                    | Semifinal 2    | Semifinal 2 |
| Posició     | Ciclistes                                                                      | Nació          | Temps       |
| ----------- | ------------------------------------------------------------------------------ | -------------- | ----------- |
| 1           | Max Götze Rudolf Katzer Hermann Martens Karl Neumer                            | Imperi Alemany | 2' 31,8"    |
| 2           | Gerard Bosch van Drakestein Antonie Gerrits Dorus Nijland Johannes van Spengen | Països Baixos  | 2' 44,0"    |

### Final
| Posició | Ciclistes                                                    | Nació          | Temps    |
| ------- | ------------------------------------------------------------ | -------------- | -------- |
| Or      | Benjamin Jones Clarence Kingsbury Leon Meredith Ernest Payne | Regne Unit     | 2' 18,6" |
| Plata   | Max Götze Rudolf Katzer Hermann Martens Karl Neumer          | Imperi Alemany | 2' 28,6" |